# Belenois gidica
Belenois gidica é uma borboleta da família Pieridae.  Pode ser encontrada na região afro-tropical.
A envergadura é de entre 40–55 milímetros (1,6–2,2 pol)   nos machos e 40–53 milímetros (1,6–2,1 pol) nas fêmeas. O seu período de voo é durante o ano todo.
As larvas alimentam-se das espécies Boscia, Capparis e Maerua.

## Sub-espécies
As seguintes sub-espécies são reconhecidas:
- B. g. gidica (Mauritânia, Senegal, Gâmbia, Burkina Faso, Gana, Costa do Marfim, norte da Nigéria, Níger)
- B. g. hipoxantha (Ungemach, 1932) (Etiópia)
- B. g. abyssinica (Lucas, 1852) (Etiópia, Quénia, Uganda, sudeste da República Democrática do Congo à Zâmbia, Moçambique, Zimbabué, Botsuana, norte da Namíbia, África do Sul, Suazilândia)